# Mandi (ciutat)
|  | Aquest article tracta sobre la ciutat de Mandi. Per al principat històric homònim, vegeu Mandi |

Mandi (antigament Mandav Nagar) és una ciutat i municipalitat d'Himachal Pradesh, capital del districte de Mandi, a 31° 43′ N, 76° 55′ E / 31.72°N,76.92°E a la vora del riu Beas. Consta al cens del 2001 amb 26.858 habitants. El 1901 la població era de 8.144 habitants. Fou fundada el 1527 per Akbar Sen, Raja de Mandi.

## Temples
Mandi té més de 300 temples, antics i moderns, i per això és coneguda com a Chhoti (Petita) Kashi. Molts dels temples estan dedicats a Xiva i Kali.

Bandera del principat de Mandi

### Gurudwara
Mandi té el Gurudwara Gobind Singh en honor de Guru Gobind Singh que va passar algun temps a Mandi sent acollit pel príncep quan era perseguit per Aurangzeb. Extraoficialment s'anomena Gurudwara Palang Sahab, perquè el llit el guru, anomenat Palang, encara es conserva en aquest lloc.

## Llocs interessants
- Chauntra Wazir (palau del wazir)
- Palau Damdama, segle XVII
- Sunken Garden(Mercat Indira)
- Temple Tarna o temple Shyama Kali

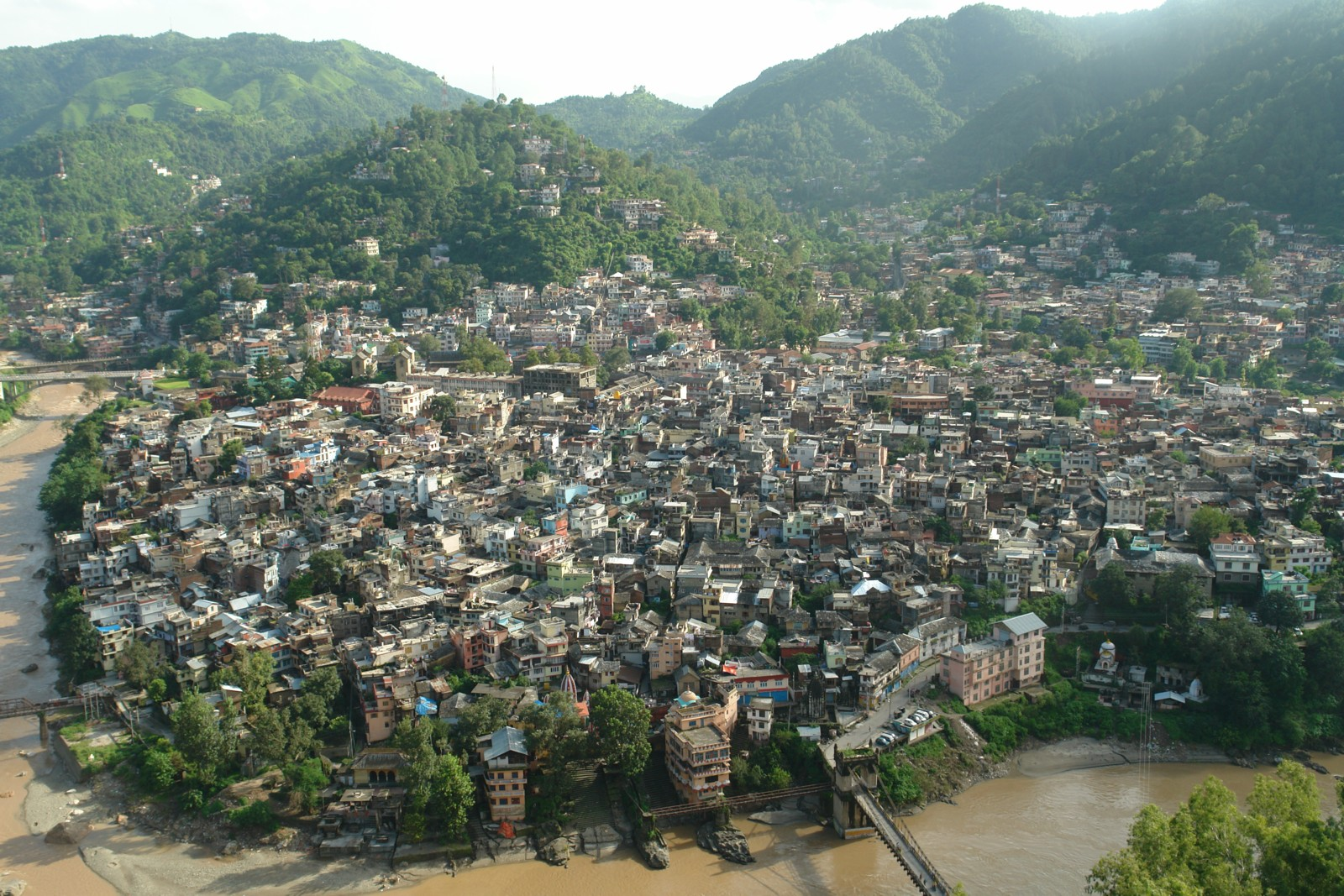
Mandi

- Temple Bhima Kali
- Temple Panchvaktra T
- Kangri Dhar

### Galeria

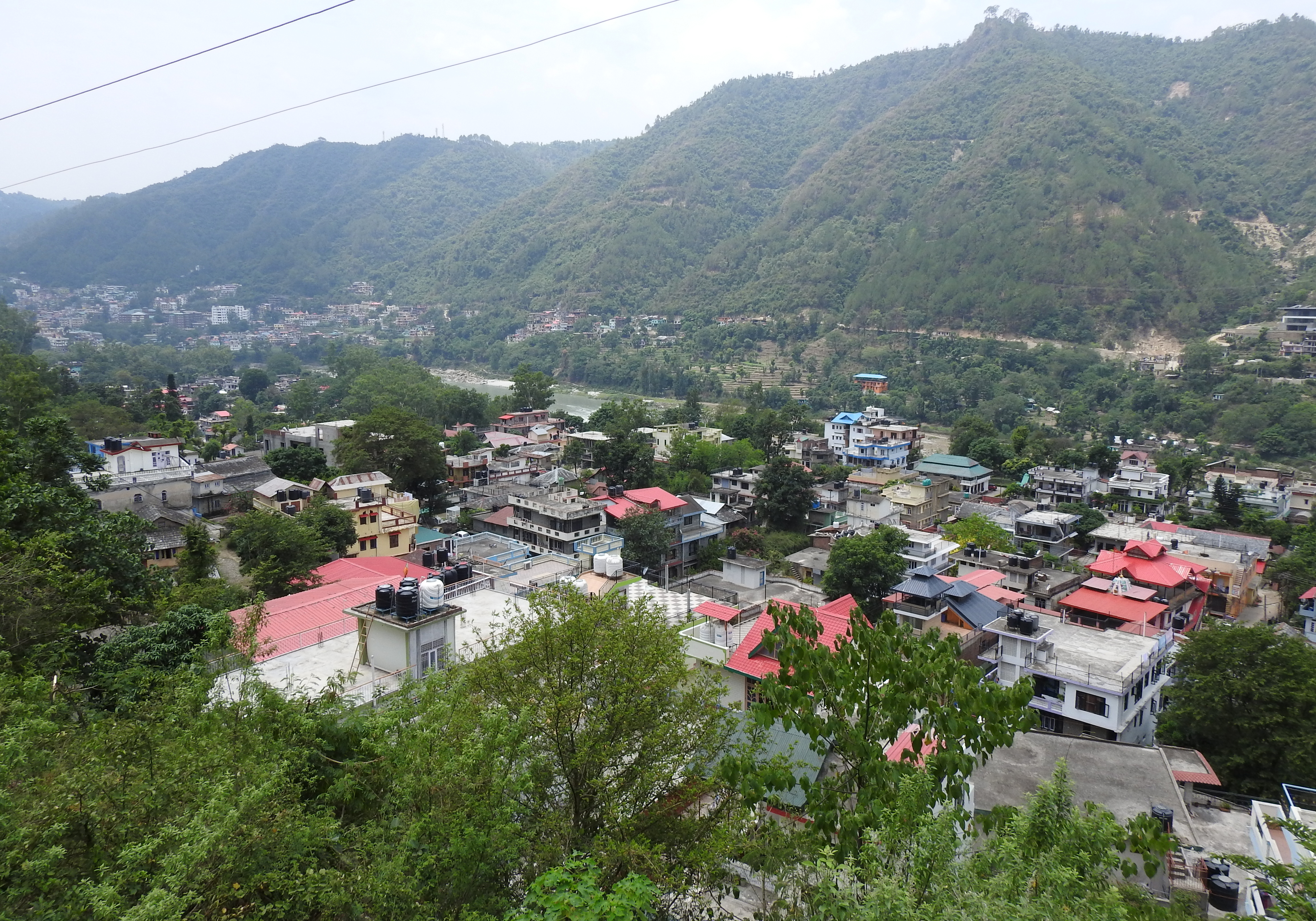
Mandi town
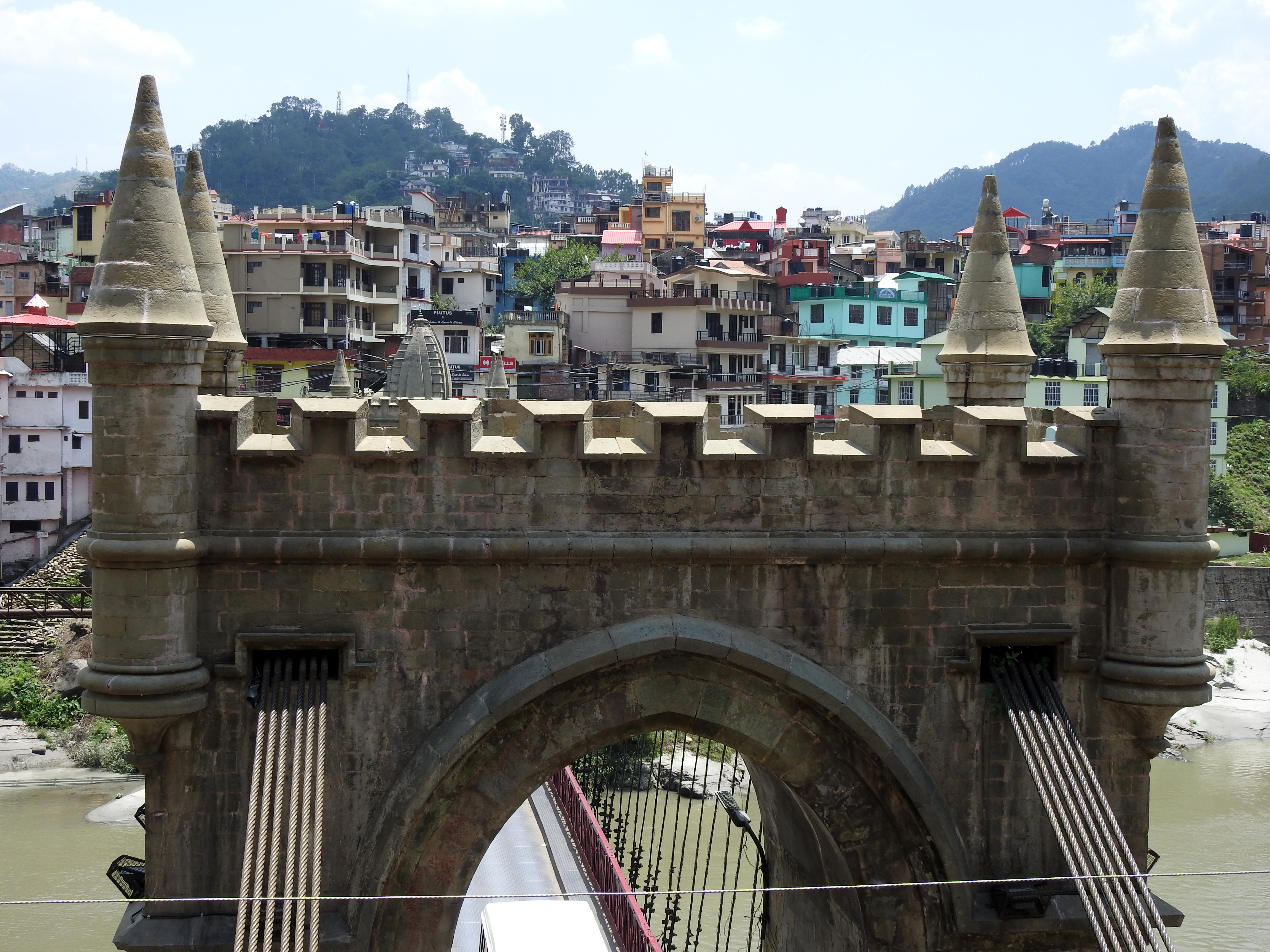
Victoria Bridge ,Mandi closer view
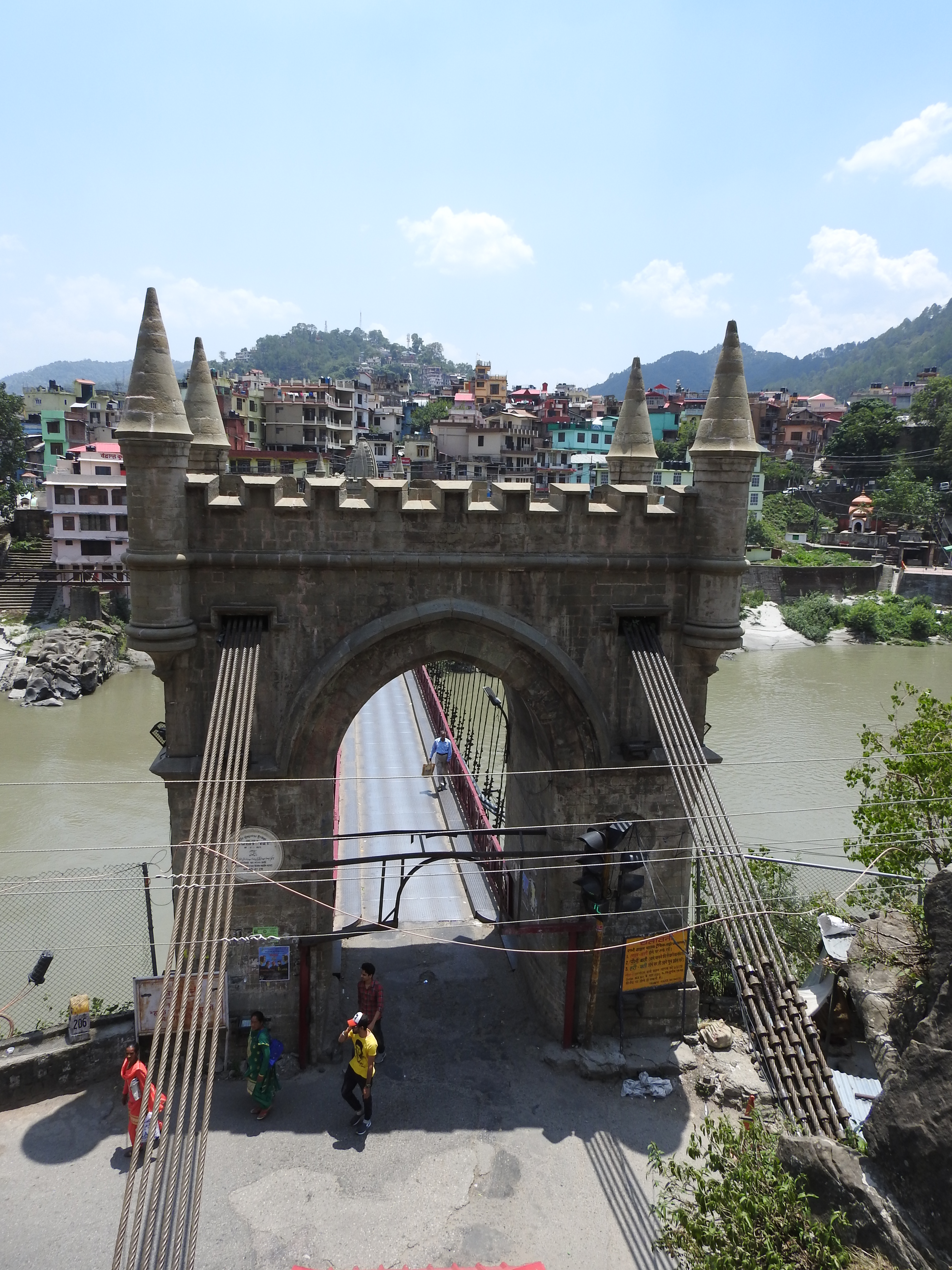
Victoria Bridge ,Mandi full view
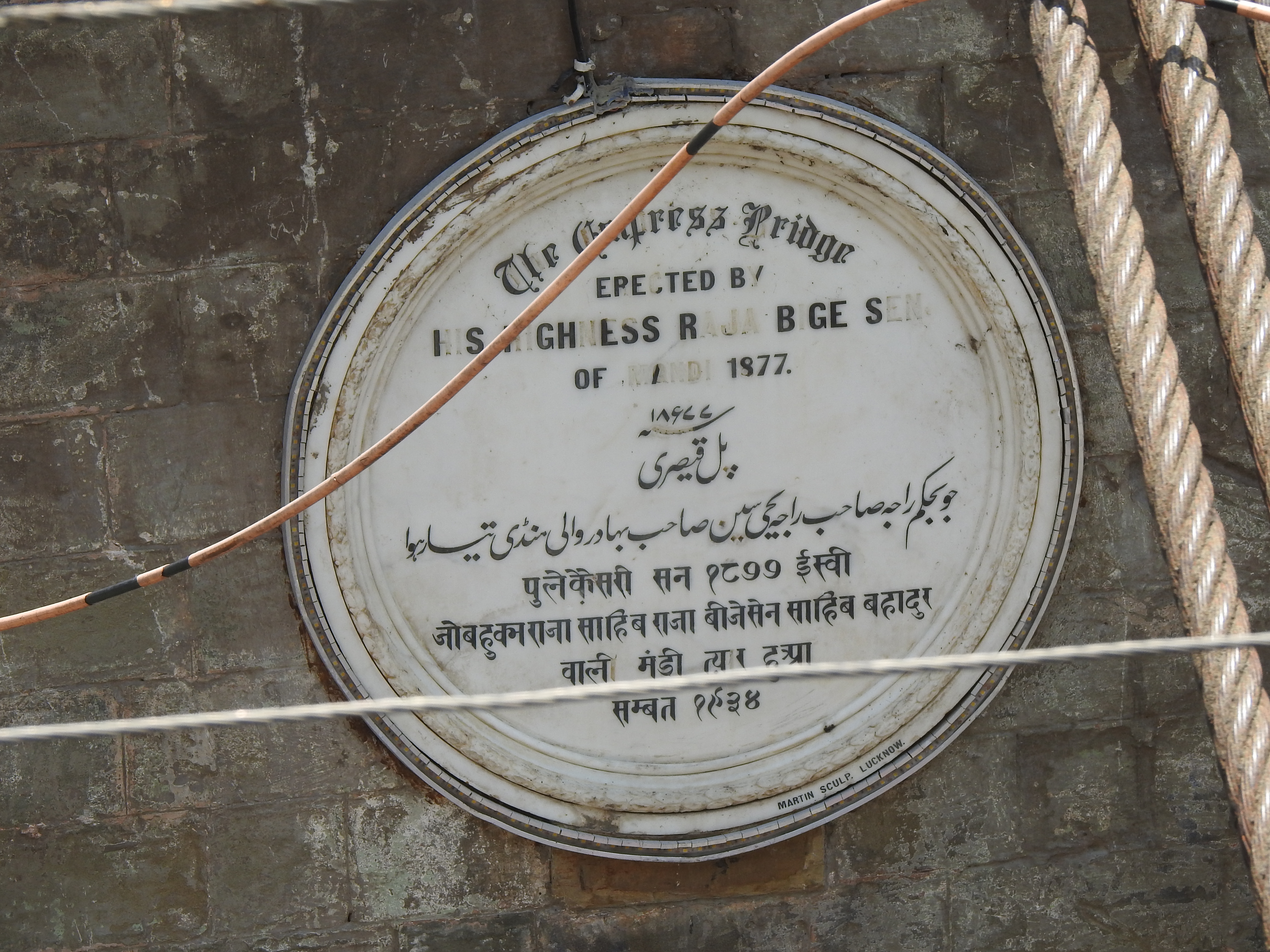
Victoria Bridge ,Mandi, inscription board
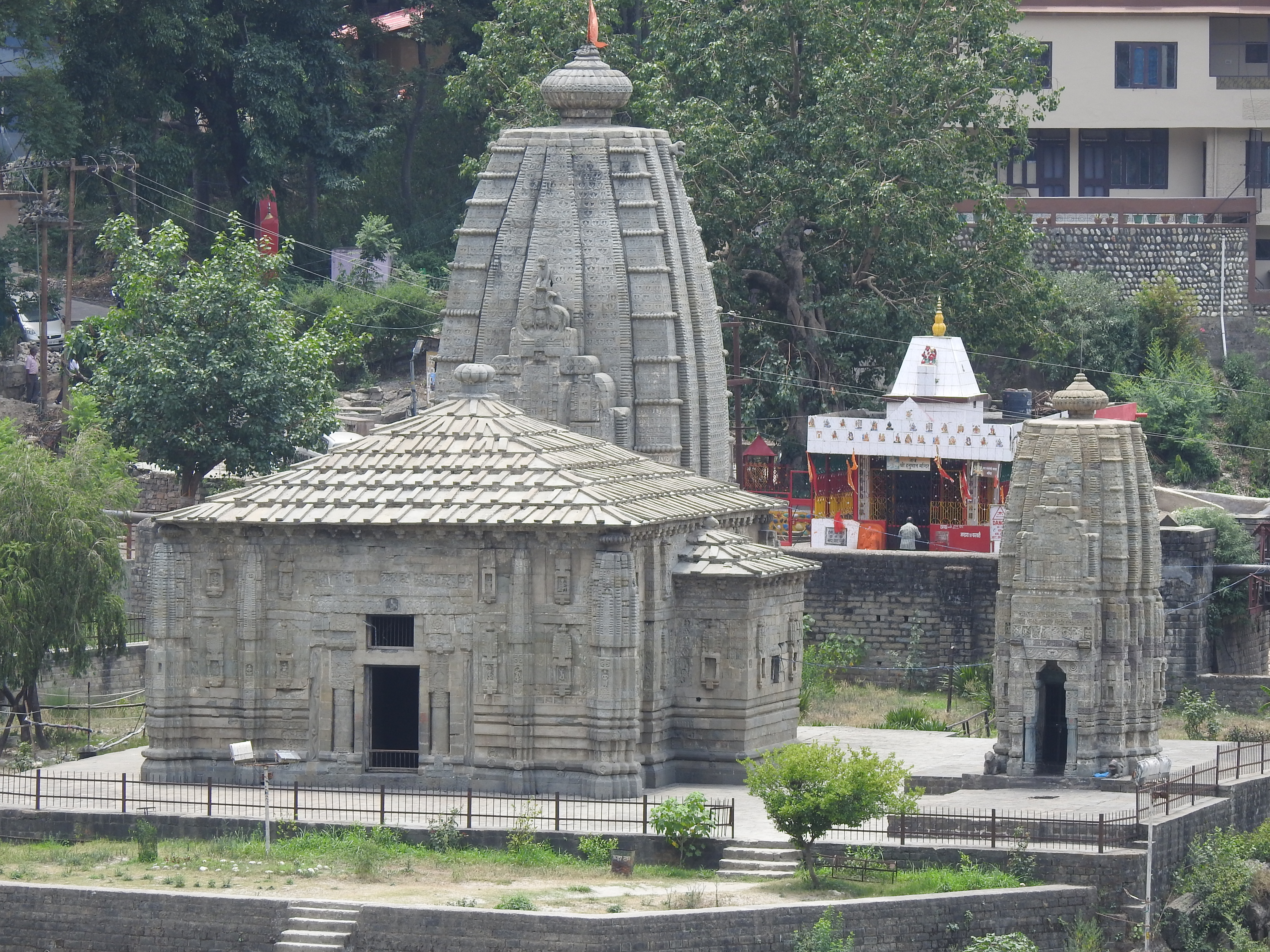
Triloknath Temple
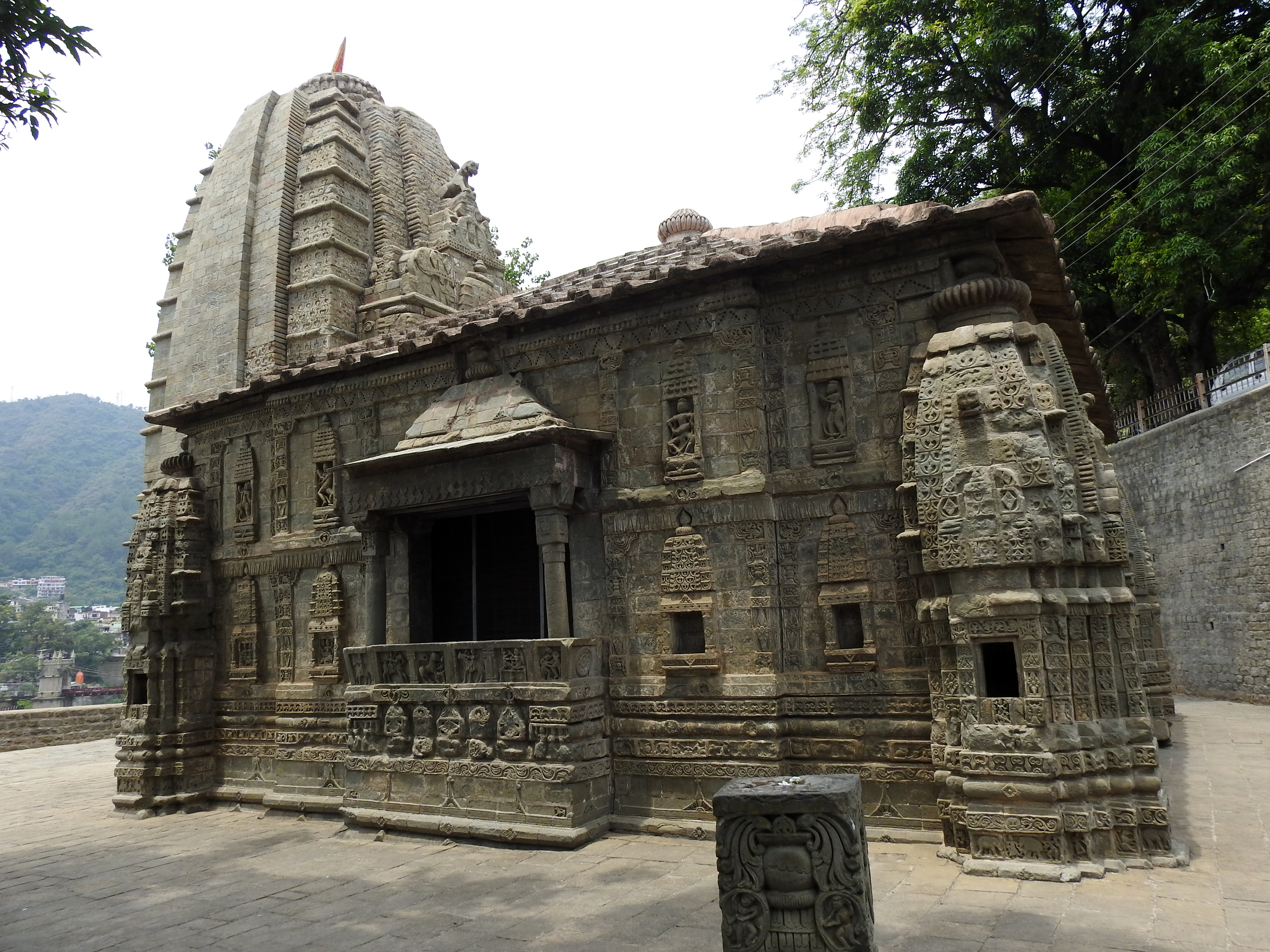
Triloknath Temple
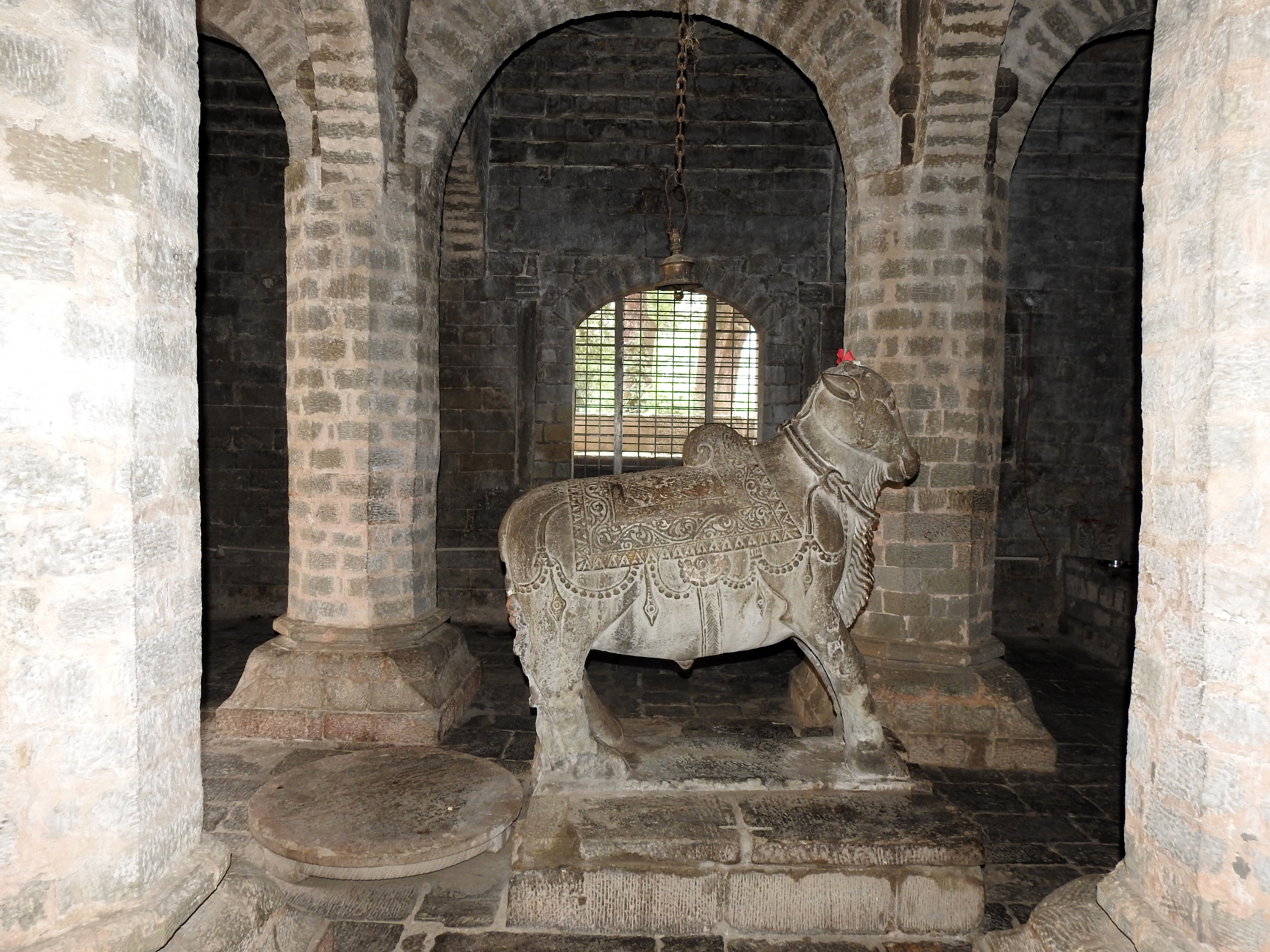
Triloknath Temple -inner view
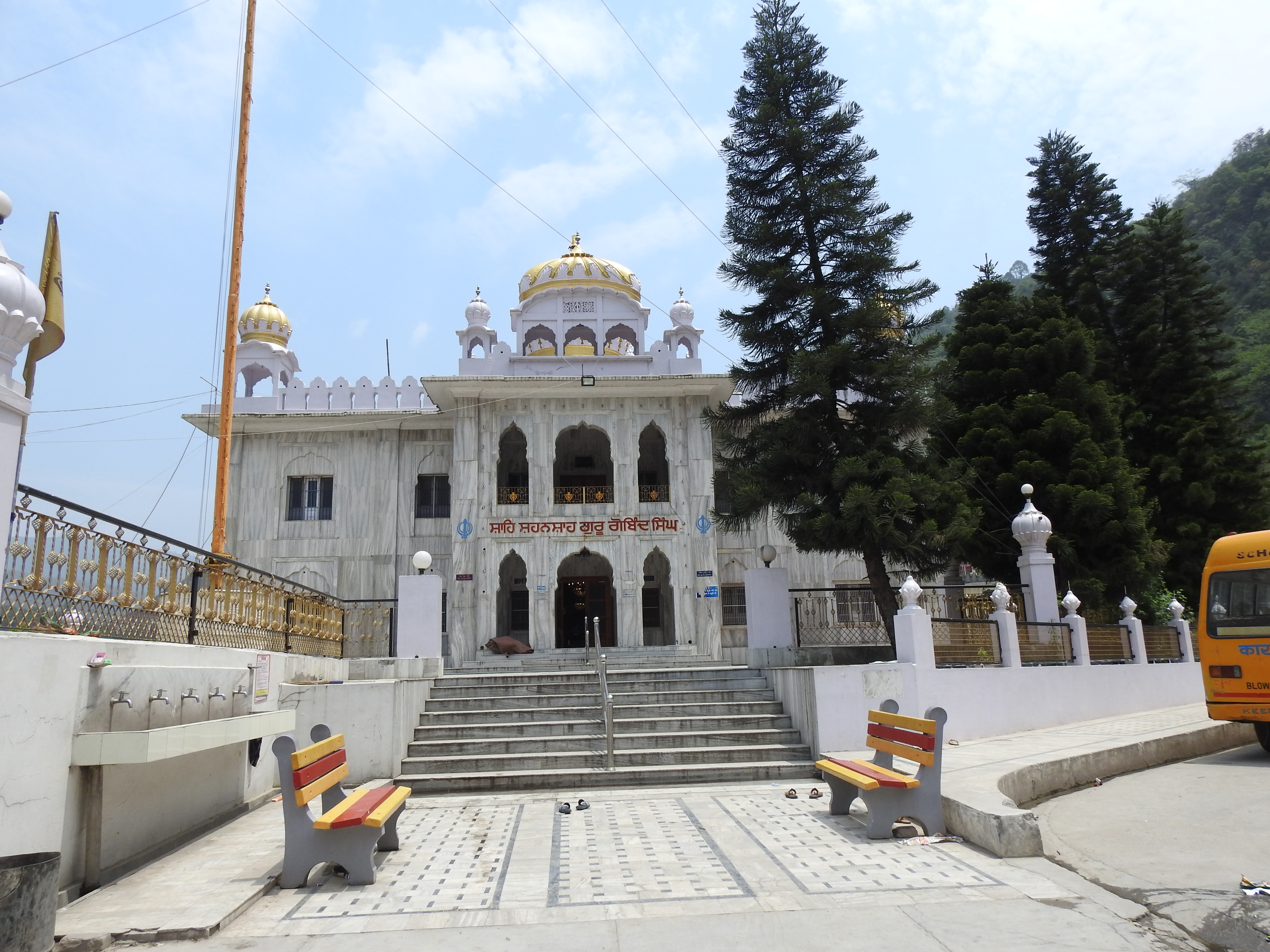
Gurudwara Palang Sahib
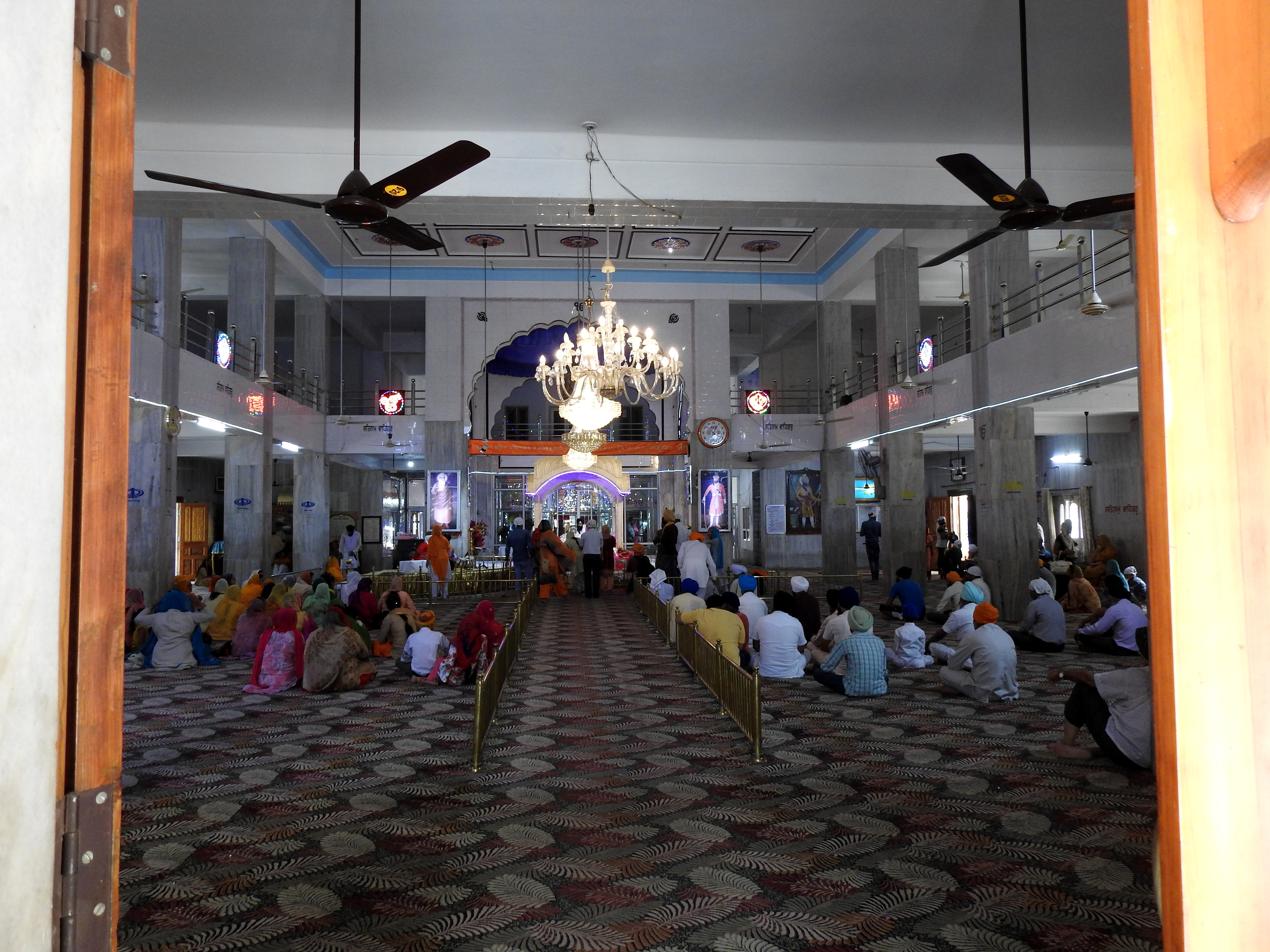
Gurudwara Palang -iner view
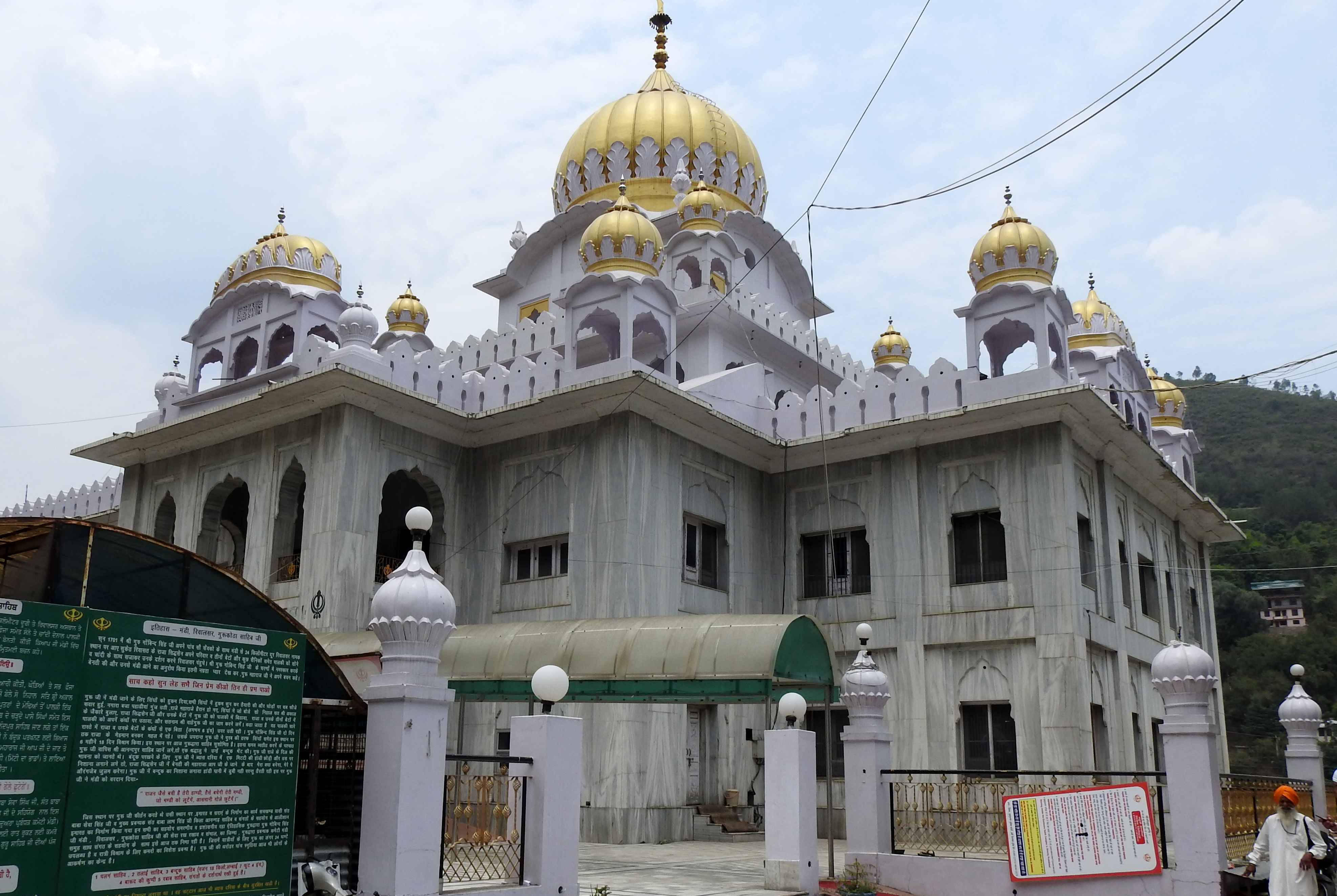
Gurudwara Palang Sahib-outer view
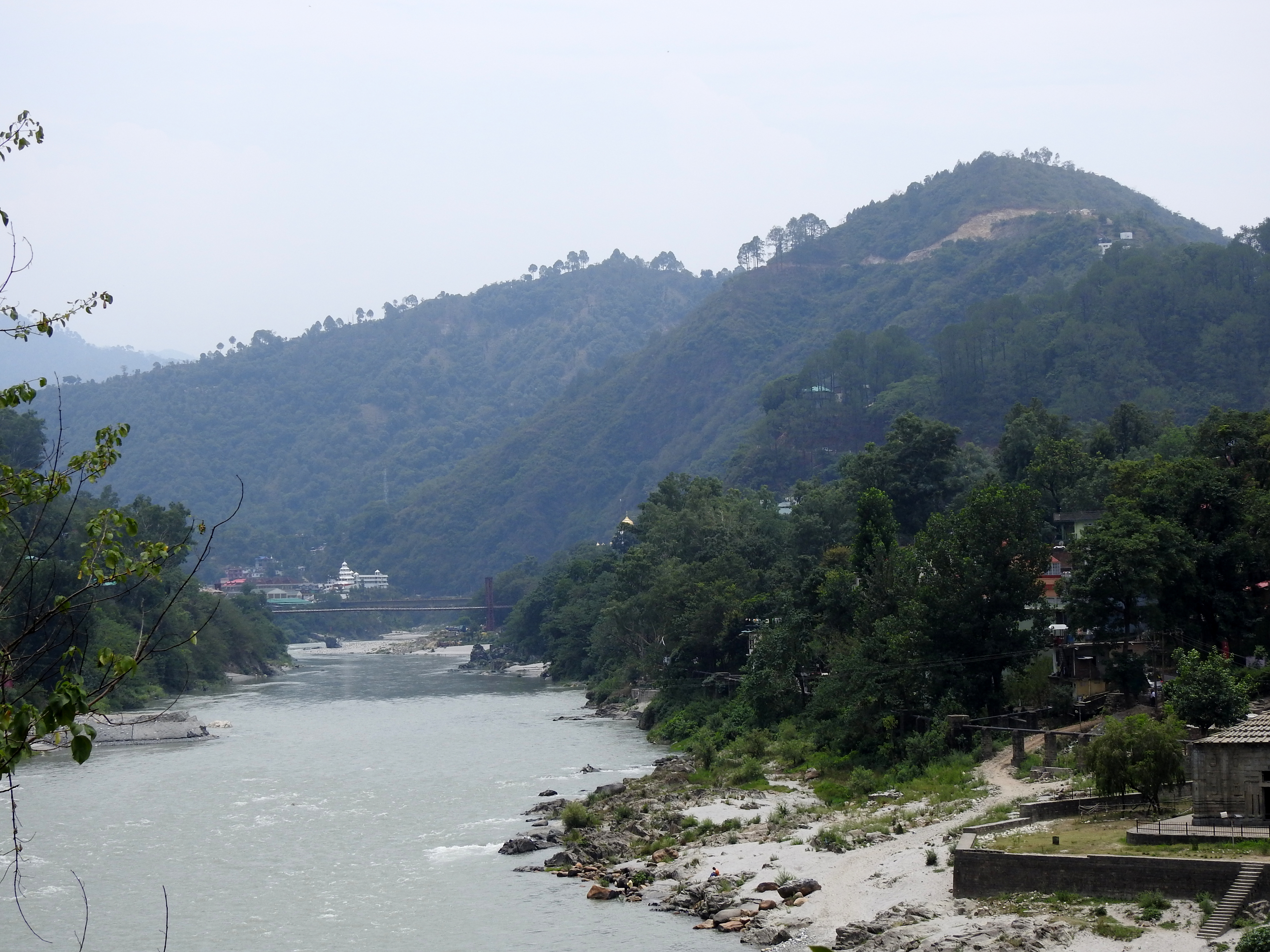
Bhimakali Temple -distant view
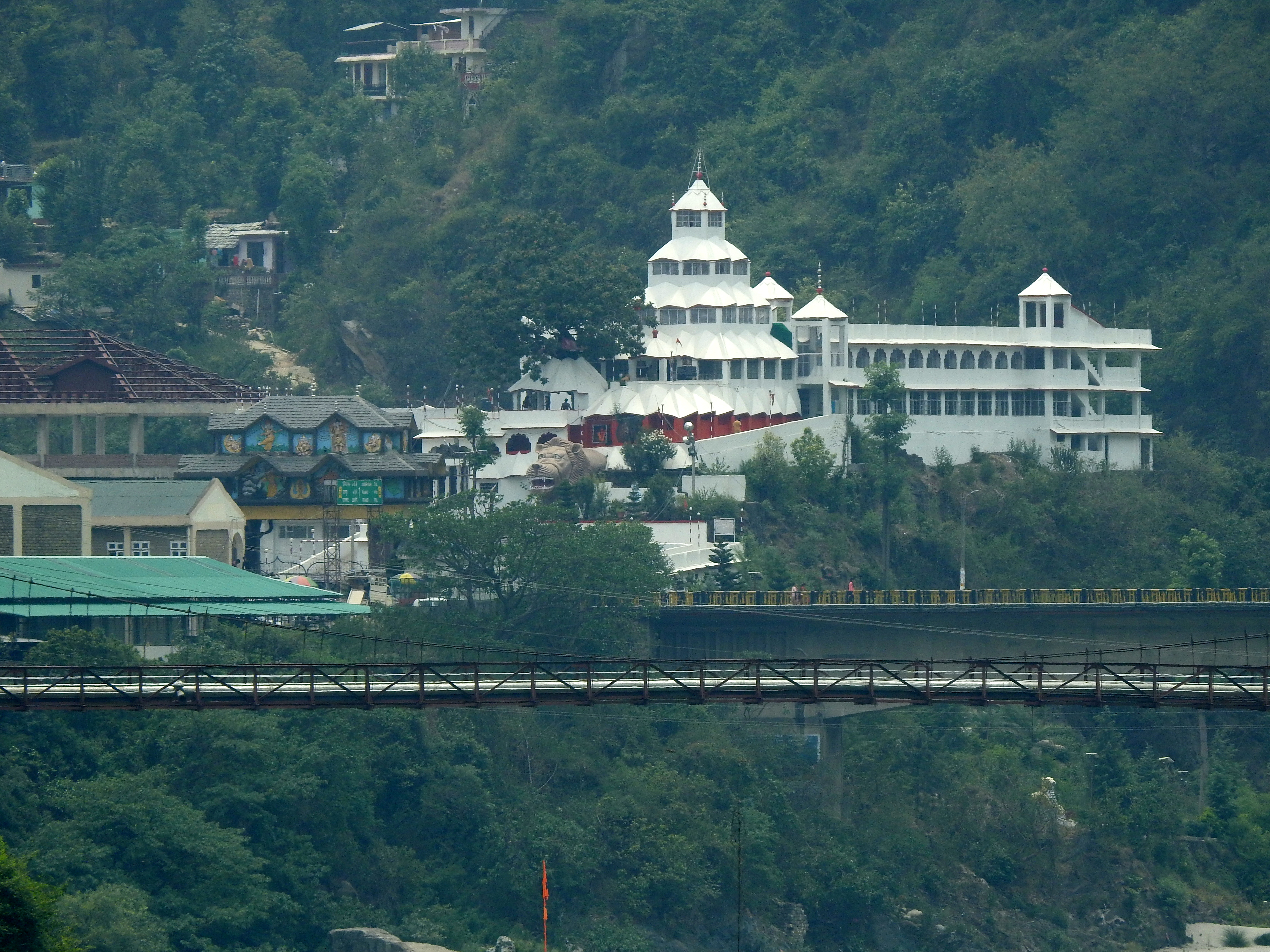
Bhimakali Temple-closer view